# Арети (дем Лъгадина)
Вижте пояснителната страница за други значения на Арети.
Аретѝ или Чернак (на гръцки: Αρετή, до 1928 Τσερνίκ, Церник) е село в Гърция, дем Лъгадина, област Централна Македония с 239 жители (2001). В църковно отношение е част от Лъгадинската, Литийска и Рендинска епархия.

## География
Селото е разположено в южните поли на Богданската планина (Сухо планина, на гръцки Вертискос), югозападно от Сухо (Сохос).

## История

### В Османската империя
През XIX век Чернак е турско село, числящо се към Лъгадинската каза на Османската империя. Към 1900 година според статистиката на Васил Кънчов („Македония. Етнография и статистика“) в Чернакъ живеят 90 души турци.

### В Гърция
След Междусъюзническата война Чернак попада в Гърция. През 20-те години мюсюлманското му население се изселва и в селото са настанени гърци бежанци. В 1928 година е прекръстено на Арети, в превод добродетел. Според преброяването от 1928 година Арети е чисто бежанско село с 8 бежански семейства и 29 души.